# Юнтунен, Олег Сулович
Олег Сулович Ю́нтунен (1948—2005) — российский живописец, пейзажист, график, лауреат премии Ленинского комсомола (1981), заслуженный деятель искусств Республики Карелия (1996), заслуженный художник Российской Федерации (2002).

## Биография
Родился в семье художника Суло Юнтунена.
Окончил в 1975 году художественно-графический факультет Ленинградского педагогического института. Член Союза художников СССР с 1975 года.
Работы художника экспонировались на выставках: всесоюзных (1972—1986), всероссийских (1972—1999), региональных (1974—1998), персональных в Петрозаводске (1988, 2004), ГДР (1989).
Произведения хранятся в Государственной Третьяковской галерее, Музее изобразительных искусств Республики Карелия, Национальном музее Республики Карелия, в частных коллекциях и собраниях в России и за рубежом.